# Louder Than Bombs
Louder Than Bombs è la terza raccolta del gruppo musicale britannico The Smiths, pubblicata il 30 marzo 1987 dalla Sire Records e dalla Rough Trade Records.
Il disco raggiunse la posizione numero 62 nella classifica degli album Billboard 200 degli Stati Uniti. Dopo la sua uscita nel Regno Unito, nel maggio 1987, raggiunse il numero 38 nelle classifiche britanniche. Nel novembre 2003 è stato inserito alla posizione 365 della lista dei 500 migliori album stilata dalla rivista statunitense Rolling Stone, e al numero 369 in una lista rivista del 2012. L'album è stato certificato disco d'oro dalla RIAA nel 1990.

## Il disco
L'album contiene tutti i singoli, e gran parte delle b-side, mai pubblicate, fino ad allora dalla band, negli Stati Uniti d'America. Strategicamente, quantomeno nelle intenzioni dell'etichetta, questo doppio album avrebbe dovuto sostituire sia The World Won't Listen che Hatful of Hollow, le due precedenti raccolte del gruppo pubblicate nel Regno Unito e di fatto inedite oltreoceano.
La copertina, progettata dallo stesso Morrissey, mostra una foto originariamente pubblicata dal Saturday Evening Post e ritraente la scrittrice e drammaturga inglese Shelagh Delaney all'età di 19 anni, poco dopo il suo debutto letterario con il romanzo A Taste of Honey. Il romanzo ispirò molti testi di Morrissey tra cui, ad esempio, This Night Has Opened My Eyes in cui si narra la drammatica storia di Jo, una ragazza madre.
Il titolo, Louder Than Bombs, è ispirato ad un verso tratto dalla novella By Grand Central Station I Sat Down And Wept, della scrittrice canadese Elizabeth Smart.

## Tracce
Testi di Morrissey, musiche di Johnny Marr.
1. Is It Really So Strange? – 3:02
2. Sheila Take a Bow – 2:41
3. Shoplifters of the World Unite – 2:57
4. Sweet and Tender Hooligan – 3:33
5. Half a Person – 3:35
6. London – 2:06
7. Panic – 2:17
8. Girl Afraid – 2:48
9. Shakespeare's Sister – 2:08
10. William, It Was Really Nothing – 2:10
11. You Just Haven't Earned It Yet, Baby – 3:21
12. Heaven Knows I'm Miserable Now – 3:34
13. Ask – 3:15
14. Golden Lights – 2:38 (Twinkle)
15. Oscillate Wildly – 3:26
16. These Things Take Time – 2:21
17. Rubber Ring – 3:46
18. Back to the Old House – 3:04
19. Hand in Glove – 3:10
20. Stretch Out and Wait – 2:37
21. Please, Please, Please Let Me Get What I Want – 1:50
22. This Night Has Opened My Eyes – 3:40
23. Unloveable – 3:55
24. Asleep – 4:16

## Formazione
Musicisti
- Morrissey – voce
- Johnny Marr – chitarra
- Andy Rourke – basso
- Mike Joyce – batteria

Altri musicisti
- Kirsty Maccoll – voce aggiuntiva (traccia 13 e 14)
- Craig Gannon  - chitarra ritmica (Traccia 5,6,7,11,13 e 14)

Produzione
- John Porter – produzione (tracce 1, 4, 7, 8, 10-14, 16, 18 e 21)
- Morrissey – produzione (tracce 2, 5, 6, 17, 23 e 24)
- Johnny Marr – produzione (tracce 2, 3, 5, 6, 17, 23 e 24)
- Stephen Street – produzione (tracce 5 e 6)
- The Smiths – produzione (tracce 9, 15, 19 e 20)
- Roger Pusey – produzione (traccia 22)